# Heather Hemmens
Heather Hemmens, née le 10 juillet 1988 à Waldo dans le Maine, est une actrice, productrice et réalisatrice américaine.
Elle se fait connaître par son rôle d'Alice Verdura, dans la série dramatique Hellcats (2010-2011) et confirme cette percée à la télévision, par le rôle de Marcie Holmes dans le soap opera de Tyler Perry, If Loving You Is Wrong (2014-2018) et celui de Maria DeLuca dans la série de science fiction Roswell, New Mexico, reboot de la série télévisée Roswell.

## Biographie
Heather est costaricienne par sa mère. Elle grandit aux États-Unis dans le Maine et fait ses études dans un lycée d'arts. Lorsqu'elle fut diplômée, elle a emménagé à Los Angeles en Californie, pour devenir actrice. Elle a une sœur, Natalie, et un frère, Jason.
Elle est ceinture noire en arts martiaux et en entrainement aux armes.

### Figuration et débuts discrets
Heather a fait ses premiers pas d'actrice en 2004, à l'âge de 16 ans, en jouant le rôle d'une groupie dans le téléfilm, Pop Rocks.
Elle eut plusieurs rôles de figuration au cinéma, comme dans Shérif, fais-moi peur et Les Chemins du triomphe. C'est à la télévision qu'elle décroche des rôles plus importants : En 2006, elle joue dans un épisode des Experts : Manhattan, puis, en 2007, dans un épisode des Experts : Miami et de FBI : Portés disparus.
Entre 2008 et 2009, elle joue dans des longs métrages méconnus du grand public comme les comédies The Candy Shop avec Omar Gooding et Guillermo Díaz et Road to the Altar avec Jaleel White et Willam Belli.

### Percée télévisuelle
En 2010, elle produit et réalise deux courts métrages. 

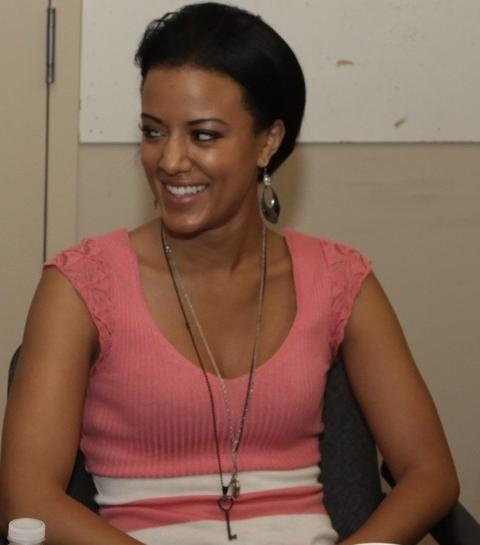
Hemmens, en avril 2011.

Puis, elle signe pour son premier rôle régulier avec la série télévisée dramatique Hellcats. Dans cette série, produite par Tom Welling, diffusée à partir du 8 septembre 2010 sur la chaîne américaine The CW, elle incarne Alice Verdura, un des personnages principaux aux côtés de Ashley Tisdale et Alyson Michalka. Mais en mai 2011, les producteurs de la série déclarent qu'ils ne renouvelleraient pas la série pour une seconde saison en raison de faibles audiences. Les critiques furent aussi mitigées mais la performance d'Hemmens, remarquée.
Elle apparaît ensuite dans des séries B tels le direct-to-video, Three Fighters dans lequel elle occupe l'un des premiers rôles aux côtés d'Alan Rachins et David Chokachi ou encore le film d'action Rise of the Zombies porté par Danny Trejo.
Entre-temps, elle poursuit les apparitions isolées dans des séries installées comme Grey's Anatomy, Vampire Diaries et Reckless : La Loi de Charleston.
En 2014, elle est choisie pour intégrer la distribution principale du soap opera, créé, produit, écrit et réalisé par Tyler Perry, If Loving You Is Wrong, pour le réseau Oprah Winfrey Network. La série se concentre sur la vie et les relations d'un groupe de cinq maris et épouses qui vivent sur la même rue (Castillo Lane) dans la communauté fictive de Maxine. Elle met en vedette Amanda Clayton (en), Edwina Findley (en), Heather Hemmens, Zulay Henao et April Parker Jones (en), cinq femmes qui mènent Alex, Kelly, Marcie, Esperanza et Natalie dans "leur quête d'amour au milieu de la gestion de vies très complexes". La production s'arrête en 2018.
Elle rebondit rapidement, et rejoint, la même année, le casting principal de la série Roswell, New Mexico, le reboot de Roswell dans le rôle de Maria DeLuca, aux côtés de Jeanine Mason, Nathan Parsons, Tyler Blackburn et Michael Trevino. La série est diffusée depuis le 15 janvier 2019 sur The CW.

## Filmographie
Sauf indication contraire, les informations mentionnées dans cette section peuvent être confirmées par la base de données cinématographiques IMDb,  présente dans la section « Liens externes ».

### Cinéma

#### Longs métrages
- 2005 : Shérif, fais-moi peur de Jay Chandrasekhar : Une fille
- 2006 : Les Chemins du triomphe (Glory Road) de James Gartner : Une latina
- 2008 : The Candy Shop de Alton Glass :  Yanni
- 2009 : Road to the Altar de Annie Lukowski : Z
- 2011 : 3 Musketeers de Cole S. McKay : Alexandra D'Artagnan (vidéofilm)
- 2012 : Rise of the Zombies de Nick Lyon : Ashley
- 2013 : Complicity de C.B. Harding : Kimberly

### Télévision

#### Séries télévisées
- 2006 : Les Experts : Manhattan :  Paris Brooks (saison 3, épisode 7)
- 2007 : Les Experts : Miami :  Stephanie Bennett (saison 6, épisode 1)
- 2007 : FBI : Portés disparus :  Freddy (saison 6, épisode 2)
- 2010-2011 : Hellcats : Alice Verdura (22 épisodes)
- 2013 : The Haves and the Have Nots : Darci (2 épisodes)
- 2013 : Grey's Anatomy : Sasha (saison 10, épisodes 1 et 2)
- 2014 : Vampire Diaries : Maggie James (saison 5, épisode 19)
- 2014 : Reckless : Brenda (saison 1, épisode 1)
- 2014-2018 : If Loving You Is Wrong :  Marcie Holmes (77 épisodes)
- 2018 : Yellowstone : Melody Prescott (3 épisodes)
- depuis 2019 : Roswell, New Mexico : Maria DeLuca (rôle principal)
- 2021 : Arrête Papa, tu me fais honte ! (Dad Stop Embarrassing Me!) : Stacy Collins

#### Téléfilms
- 2004 : Pop Rocks de Ron Lagomarsino : une groupie
- 2019 : Love, Take Two d'Allan Harmon : Lily Bellenger
- 2021 : Tous en scène à Noël (Christmas in My Heart) de Pat Kiely : Beth Hendricks

### En tant que réalisatrice
- 2010 : Perils of an Active Mind :  Kim (court métrage - également productrice)
- 2010 : Designated (court métrage - également productrice)